# 万暦赤絵
万暦赤絵（ばんれきあかえ）とは中国の明の万暦年間に景徳鎮で作られた陶磁器で、色絵の白磁のことである。日本での用語であり、中国では万暦五彩という。

## 概要

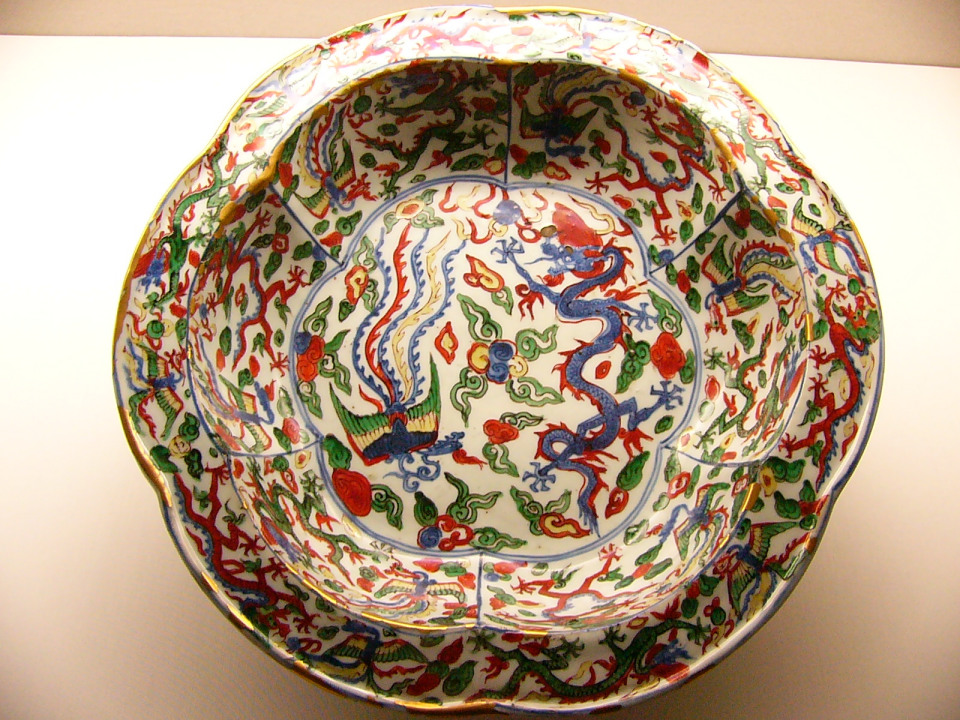
万暦赤絵盤、東京国立博物館

景徳鎮で万暦年間に制作された白磁に染付（釉下コバルトによる藍の発色）と赤絵（白磁の釉上に焼き付ける赤・緑・黄・紫の釉薬）を併用した陶磁器である。中国では五彩と呼ばれる色絵陶磁器は明時代に盛行したが、万暦時代の製品は特に華美である。官窯としても多量に製造されたが、輸出品も多く特に日本に多く残っている。
日本では「万暦赤絵」と呼ばれて尊重された。この風潮は昭和初期に建築家の笹川慎一が広め、古美術商の山中商会がそれを後押ししたとされる。志賀直哉が1933年（昭和8年）に発表した短編小説「万暦赤絵」も、そうした風潮の中で主人公の「私」が万暦赤絵を購入しようとしてできなかった様子を描いている。